# Merel Mooren
Merel Mooren (* 22. September 1982 in Haarlem) ist eine niederländische Beachvolleyball-Spielerin. Mit Rebekka Kadijk wurde sie zweimal Vize-Europameisterin. In den ersten Jahren ihrer sportlichen Karriere war sie auch im Volleyball aktiv.

## Karriere
Mooren begann ihre Volleyball-Karriere 1989 in der Halle. Bis 1997 spielte sie als Jugendliche in ihrem Heimatverein Allides Haarlem. Anschließend wechselte sie zum Erstligisten Martinus Amstelveen. Von 1996 bis 2000 gehörte sie auch zur niederländischen Jugend-Nationalmannschaft, die 1998 Vize-Europameister und ein Jahr später Neunter der Weltmeisterschaft wurde.
2002 absolvierte sie ihre ersten internationalen Turniere als Beachvolleyballerin mit Mered de Vries. Im folgenden Jahr bildete sie ein neues Duo mit Sanne Keizer, das auf Anhieb die niederländische Meisterschaft gewann. Als Rebekka Kadijk und Marrit Leenstra sich 2004 nach ihrer Olympiateilnahme trennten, tauschten die beiden Teams ihre Partnerinnen.
Bei der Weltmeisterschaft in Berlin wurden Kadijk / Mooren Siebte und zwei Monate später erreichten sie das Endspiel der Europameisterschaft in Moskau, das die Griechinnen Arvaniti/Karadassiou gewannen. Im folgenden Jahr standen die Niederländerinnen erneut im Finale der Europameisterschaft und unterlagen vor heimischem Publikum in Den Haag dem russischen Duo Schirjajewa/Urjadowa. Außerdem gewannen sie 2005 und 2006 die nationale Meisterschaft. Nach dem 37. Platz bei der Weltmeisterschaft 2007 wurden sie bei den kontinentalen Turnieren 2007 und 2008 jeweils Neunte. 2008 in Peking spielte Mooren mit ihrer Partnerin zum ersten Mal beim olympischen Turnier und belegte Rang 19.
Da Kadijk nun ihre sportliche Karriere vorerst beendete, bildete Mooren ein neues Duo mit Marloes Wesselink. 2009 erreichte sie bei der Weltmeisterschaft in Stavanger und bei der Europameisterschaft in Sotschi die Plätze 17 und 13. Nachdem sie 2010 einige Turniere mit Margo Wiltens bestritten hatte, spielte sie seit den Den Haag Open wieder mit ihrer langjährigen Partnerin Kadijk. In Klagenfurt am Wörthersee spielte sie dann 2011 erstmals mit Jantine van der Vlist, mit der sie bei der EM in Kristiansand im Achtelfinale gegen die Deutschen Köhler/Sude ausschied.